# Rebels (EP)
Rebels är den andra EP:n av det amerikanska rockbandet Black Veil Brides och släpptes exklusivt genom Itunes den 13 december 2011.
EP:n innehåller tre nya spår, där den första är en ny låt betitlad "Coffin" som var en överbliven låt från deras tidigare album Set the World on Fire. Coffins musikvideo släpptes onsdagen den 13, 2012, till medlemmar som prenumererade på BVB:s nyhetsbrev. Den lades senare upp på Black Veil Brides officiella webbplats. De två andra låtarna är covers av Billy Idol-låten Rebel Yell och Kiss "Unholy", där även Zakk Wylde medverkar och spelar gitarrsolot. Rebels innehåller även en sex minuter lång director's cut-version av deras musikvideo för låten "Rebel Love Song".
Omslagsbilden för EP:n målades av Richard Villa, som även gjorde omslaget för Set the World on Fire.

## Låtlista
| Nr           | Titel                                                                    | Kompositör                     | Längd |
| ------------ | ------------------------------------------------------------------------ | ------------------------------ | ----- |
| 1.           | Coffin                                                                   | Brad Williams, Lucian Walker   | 4:15  |
| 2.           | Rebel Yell (Billy Idol cover)                                            | Billy Idol, Steve Stevens      | 4:38  |
| 3.           | Unholy (Kiss cover, feat. Zakk Wylde)                                    | Gene Simmons, Vinnie Vincent   | 3:25  |
| 4.           | Rebel Love Song (Sex minuter lång director's cut-version av musikvideon) | Richard Villa, Patrick Fogarty | 6:51  |
| Total längd: | Total längd:                                                             | Total längd:                   | 19:09 |

### Kritiskt mottagande
Rebels mottog blandade recensioner, men kritiker var mer positivt inställda när de jämförde EP:n med deras tidigare utgivningar Set the World on Fire och We Stitch These Wounds. 

## Personal
Black Veil Brides
- Andy Biersack – sång
- Ashley Purdy – elbas, bakgrundssång
- Jake Pitts – sologitarr
- Jinxx – gitarr, violin
- Christian "CC" Coma – trummor, slagverk